# Lloydia triflora
Lloydia triflora är en liljeväxtart som först beskrevs av Carl Friedrich von Ledebour, och fick sitt nu gällande namn av John Gilbert Baker. Lloydia triflora ingår i släktet Lloydia och familjen liljeväxter. Inga underarter finns listade.